# شعر گفتار
شعر گفتار شعری است که در بیان تخیل شاعر از زبان گفتار روزمره بهره می‌گیرد و دارای ویژگی‌های خاصی است.

## ویژگی‌های شعر گفتار
- استفاده نکردن از کلمات فاخر ادبی و در مقابل روی آوردن به صمیمیت گفتاری
- آهنگ و زندگی بخشیدن به بعضی کلمات آشنا
- استفاده از بعضی تکیه کلام‌های روزانه و گفتاری مردم
- نمایش روحیه کودکانه در سرودن شعر
- مخاطب محوری (شاعر از نگاه مخاطب شعر را نگاه می‌کند و مطلوب مخاطب را هدف می‌گیرد)

## نحوه تشخیص
شاخص‌ترین و راحت‌ترین راه تشخیص شعر گفتار همان استفاده از زبان عامیانه در سرودن شعر است.

## تاریخچه
شعر گفتار را با نام سید علی صالحی می‌شناسند. هرچند در پیشینه شعر گفتار سهراب سپهری یا فروغ فرخزاد دیده می‌شوند اما کسی که این نام را بیش از دیگران به زبان شعری مربوط می‌دهد، سید علی صالحی بود.
تاریخ دقیق پدیدار شدن شعر گفتار مشخص و قابل اعتماد نیست اما خود سید علی صالحی در مصاحبه‌ای در مورد تاریخچه شعر گفتار می‌گوید:
شعر گفتار یک میراث کهن است که ریشه در گات‌های اوستا دارد و این لایة بسیار پرظرفیت در خانه شعر فارسی به حیات خود ادمه داده و با حضور در بخش‌هایی از غزلیات حافظ به اوج خود رسیده‌است.
چنان‌که از این نقل سید علی صالحی دریافت می‌شود، شعر گفتار تاریخ آغاز ندارد و همزمان با حضور شعر در جامعه حضور داشته‌است.

## نظر سید علی صالحی در مورد شعر گفتار
سید علی صالحی (نام‌گذار شعر گفتار) تاریخ رویکرد خویش را به دهه شصت می‌رساند اما در عین حال خود اعتراف می‌کند که:
این حیات تا زمان نیما هم ادامه داشته و چندین شعر نیما از سال‌های ۱۳۳۰ تا ۱۳۳۸ به طرز غریبی به شعر گفتار نزدیک است.
او این اعتراف خود را به فروغ فرخزاد می‌رساند و می‌گوید:
فروغ فرخزاد بدون این که این جریان را نامگذاری و تجزیه و تحلیل کند، ناب‌ترین شعرهای گفتار را سرود.

## تقسیم‌بندی شعر گفتار
شعر گفتار به دو دستهٔ زیر تقسیم می‌شود:
- شعر معنا گرا
- شعر معناگریز

شعرهای گفتاری معناگرا که به سبب رفتار متعارف شاعر با زبان قابل فهم هستند و ساختار متشکلی دارند و شعرهای گفتاری معناگریز که به دلیل آشنایی زدایی افراطی و رفتار غیرمعمول با زبان، هر نوع انسجامی در شعر از بین می‌رود.

## فواید شعر گفتار
برخلاف ناآشنا بودن و گوشه‌گیری شعر گفتار استفاده از آن نتایج مطلوبی به همراه دارد. از جمله این نتایج می‌شود به موارد زیر اشاره کرد:
- حفظ هویت تاریخی و فرهنگی یک قوم
- ارتباط راحت با مخاطب
- تأثیرپذیری بسیار زیاد
- ماندگار بودن به دلیل داشتن آهنگ‌های عامیانه
- و …

## نمونه‌های از شعر گفتار فارسی
برای مثال زدن از شعر گفتار فارسی با توجه به تاریخچه طولانی آن سعی شد چند نمونه از شاعران شناخته شده گذشته تا کنون آورده شود.
عیشم مدام است از لعل دلخواه
 کارم به کام است الحمد لله
 لهاز دست زاهد کردیم توبه
 وز فعل عابد استغفر الله— حافظ شیرازی
های‌های موی تو
 وای وای روی توی
 جای جای بوی تو
 می‌رسد از کوی تو— دانیال جهاندیده؛ مجموعه شعر دآل؛ نشر نیک مهر؛ تهران ۱۳۹۶
هلا، هلا! به کجا می‌روید برگردید
 قدم نهید به میدان اگرنه نامردید— محمد کاظم کاظمی؛ قصه سنگ و خشت، انتشارات کتاب نیستان، تهران، ۱۳۸۲، ص ۱۶
گل دِسته‌کده چی خوشنما می‌آیی
 با خنده و ناز و ادا می‌آیی
 نادیده تو را چشم حسد کور شود
 ای کبک دری تو از کجا می‌آیی؟— ناصر نادر؛ بلگ گنگو، چاپ اول، ۱۳۸۴، ص ۱۲۲

## معروف‌ترین شاعران شعر گفتار فارسی
بی شک می‌شود تعداد زیادی از شاعران فارسی‌زبان را برای سرودن شعر گفتار ذکر کرد اما تعداد اندکی از آن‌ها در یک کتاب خود یا در اثرهای زیادی از خود به این نوع شعر تکیه دادند؛ تعدادی همچون:
- سید علی صالحی
- فروغ فرخزار
- دانیال جهاندیده
- محمدکاظم کاظمی